# 伊春职业学院
伊春职业学院，是黑龙江省的一所普通专科高校，同时亦是伊春市唯一的一所普通高校。

## 历史沿革
1958年，为培养伊春林区经济建设和社会发展所需要的师资，成立黑龙江省伊春师范学校。
1984年，中共伊春市委、伊春市人民政府基于伊春经济和社会发展的需求，向黑龙江省森林工业总局上报成立黑龙江林业师范专科学校的请示，同年得到黑龙江省人民政府批准同意。筹建期间，国家高校建设政策调整，建校未得到国家教委批准。经黑龙江省森工总局、黑龙江省教委、国家教委同意后，黑龙江省人民政府批准该校使用黑龙江大学伊春分校名义办学，1993年正式招生办学，层次为专科。
1999年7月，教育部批准伊春师范学校和黑龙江大学伊春分校合并，成立伊春职业学院，保留黑龙江大学伊春分校的牌子。2001年9月，学院同时招收黑龙江大学伊春分校本科生和伊春职业学院高职和高师专科生。
2015年，为建设高水平大学的需要，黑龙江大学取消伊春分校本科招生，最后一届本科生于2018年毕业。伊春职业学院再次成为专科院校。
2016年，黑龙江省伊春卫生学校并入伊春职业学院。
2024年，学院完全停止对外使用黑龙江大学伊春分校的校名。

## 院系设置
伊春职业学院目前设置10个二级教学单位。
- 医学技术学院
- 口腔医学院
- 护理学院
- 工程应用技术学院
- 计算机应用技术学院
- 旅游商务学院
- 师范学院
- 继续教育学院
- 公共教学部
- 思想政治教学部

## 异地校区
伊春职业学院在辽宁省大连市设有异地校区，有旅游管理、机电一体化技术、高速铁路客运乘务、空中乘务、学前教育、电子商务、计算机应用技术等专业招生。上述专业学生可根据本人意愿，选择到大连校区或伊春校本部就读。